# Zoltán Verrasztó
Zoltán Verrasztó (Budapest, 15 marzo 1956) è un ex nuotatore ungherese.
Specializzato nel dorso e nei misti ha vinto la medaglia d'argento nei 200 m dorso e il bronzo nei 400 m misti alle Olimpiadi di Mosca 1980.
È il padre della nuotatrice Evelyn Verrasztó e del nuotatore Dávid Verrasztó

## Palmarès
- Giochi olimpici

Mosca 1980: argento nei 200m dorso e bronzo nei 400m misti.
- Mondiali

1973 - Belgrado: argento nei 200m dorso.
1975 - Cali: oro nei 200m dorso.
1978 - Berlino: bronzo nei 200m dorso.
- Europei

1974 - Vienna: argento nei 200m dorso e bronzo nei 100m dorso.
1977 - Jönköping: oro nei 200m dorso e argento nei 100m dorso.